# Juraj Krutek
Juraj Krutek (18. dubna 1904 Kláštor pod Znievom – 26. března 1981 Bratislava) byl slovenský akademický malíř, restaurátor a grafik, působící v Bratislavě. Studoval na Gymnáziu v Kláštore pod Znievom, později na Umělecko-průmyslové škole v Praze. Na gymnáziu v Kláštore pod Znievom později v letech 1927 až 1931 i učil kreslení a hru na housle. Později pracoval jako propagační grafik a malíř města Bratislavy, zaměstnán v PKO a Městské galerii v Bratislavě. Jeho doménou byly malby krajinek, obzvláště rodného Kláštora pod Znievom, městské veduty, podobizny, zátiší a figurální kompozice. Jeho díla visí například i v Tatranské galerii.